# اما ایوزلی
اما ایوزلی (انگلیسی: Emma Iozzelli؛ زادهٔ ۱۲ ژوئن ۱۹۶۶) بازیکن فوتبال اهل ایتالیا است.
وی همچنین در تیم ملی فوتبال زنان ایتالیا بازی کرده‌است.